# 奥莉加·维克托罗芙娜·季莫费耶娃
奥莉加·维克托罗芙娜·季莫费耶娃（羅馬化：Olga Viktorovna Timofeyeva；1977年8月19日—）
是国家杜马议员，统一俄罗斯党党员，前记者。
她于2017年10月9日至2021年10月12日担任国家杜马副主席，并代表斯塔夫罗波尔地区。此前，她曾担任生态环境保护委员会主任。

## 制裁
季莫费耶娃于2022年因俄乌战争而受到英国政府制裁。